# 拜拉基夫卡
49°3′17″N 28°46′47″E / 49.05472°N 28.77972°E
拜拉基夫卡（烏克蘭語：Байраківка），是烏克蘭西南部的村莊，隸屬文尼察州的文尼察區。該村始建於1890年，面積3.88平方公里，海拔高度304米，2001年人口547，人口密度每平方公里140.98人。